# Vedea, Giurgiu
Vedea là một xã thuộc hạt Giurgiu, România. Dân số thời điểm năm 2002 là 5876 người.